# Il sogno nero
Il sogno nero (Den sorte drøm) è un film muto del 1911 diretto da Urban Gad e interpretato da Asta Nielsen. Viene considerato il primo lungometraggio danese, anche se alcune fonti, scorrettamente, lo identificano come un film tedesco.

## Trama
Stella, una danzatrice di circo, riceve delle attenzioni non gradite da Hirsch, un gioielliere, ma viene difesa dal conte Waldberg, di cui è innamorata. Per vendicarsi, Hirsch sfida al gioco il conte e gli fa perdere una grossa somma. Walberg, che non ha il denaro per pagare il debito, arriva a pensare al suicidio, ma viene fermato da Stella che gli prende la pistola con la quale vorrebbe uccidersi. La donna si reca da Hirsch con un piano che mette in atto: mentre distrae l'uomo, riesce a rubargli una preziosa collana che vuole dare a Walberg. Hirsch si accorge del furto e segue Stella: dopo che lei ha consegnato il gioiello al suo amante, la ricatta minacciandola di farla arrestare. Lei, per evitare lo scandalo, accetta di rivederlo quella notte.
Intanto Walberg ha venduto la collana. Hirsch, però, trova l'acquirente dal quale si fa rilasciare una ricevuta che riporta il nome del venditore e ricompra il gioiello. Il conte, cercando la sua pistola nella borsetta di Stella, trova un biglietto in cui è indicata l'ora dell'appuntamento. Va allora da Stella e, in un impeto di gelosia, le spara. Lei, prima di morire, gli rivela il motivo dell'appuntamento con il suo rivale.

## Produzione
Il film fu prodotto dalla Fotorama. Venne girato in Danimarca, ad Århus, nello Jutland.

## Distribuzione
Venne distribuito nelle sale cinematografiche tedesche il 19 agosto 1911 con il titolo Der schwarze Traum; uscì poi in Danimarca il 4 settembre 1911.
Nel 2005, in Danimarca, è stato pubblicato dal Det Danske Filminstitut e distribuito in DVD, nel cofanetto Asta Nielsen 1910-1919 che comprende quattro titoli di film interpretati dall'attrice danese, per un totale di 191 minuti. Tra questi, Den sorte drøm, in una versione di 56 minuti. Il DVD (PAL) è accompagnato dalle musiche di Ronen Thalmay.

### Critica
(...) Il sogno nero è opera teatrale, sostanzialmente: di quella teatralità spettacolosa e illogica, onde son fatti i tre quarti dei drammoni che ingombrano i nostri teatri popolari. Tutto in esso è sacrificato alla ricerca dell'effetto; pur di raggiungere questo e ottenere l'applauso della platea eccitata, ogni transazione è ammessa, ed è consentita ogni specie di tradimento, alla logica, alla verità, al buon gusto e al senso comune. Se si volesse sminuzzare e analizzare la complicatissima avventura amorosa e tragica di quella étoile per circo equestre, la quale, desiderata e contesa da un conte e da un gioielliere, si dà tutta al conte e salva costui dalla rovina finanziaria e morale col denaro cavato dalla vendita di una collana preziosa rubata al gioielliere, ci sarebbe di che scrivere tutto un trattato di ricette per impastare e offrire al cattivo gusto del pubblico films interessantissimi e di incommensurabile metraggio.

(da Cinema, a. 1, n. 21, 5 novembre 1911)